# Bang Khae
Bang Khae (en tailandés: บางแค) es uno de los 50 distritos de Bangkok (khet) en Tailandia. Se encuentra rodeado por otros distritos de la capital (en el sentido de las agujas del reloj): Thawi Watthana, Taling Chan, Phasi Charoen, Bang Bon y Nong Khaem. Desde 2004, es el distrito más poblado de Bangkok.

## Historia
Bang Khae fue un tambon del amphoe Phasi Charoen, de la antigua provincia de Thon Buri.
En 1972, Thon Buri y Phra Nakhon se integraron en Krung Thep Maha Nakhon, y Bang Khae se convirtió en un subdistrito de Phasi Charoen. Con el tiempo, las denominaciones de los amphoes y tambon de la capital se fueron cambiando a distritos y subdistritos (kwaeng).
Más tarde, debido al incremento de la población en la zona occidental de Phasi Charoen, se creó un nuevo distrito, Phasi Charoen Sakha 1, que componía los subdistritos de Bang Khae, Bang Khae Nuea y Bang Phai.
El 18 de noviembre de 1997, el distrito Phasi Charoen Sakha 1 se unió al subdistrito de Lak Song, antiguamente parte de Nong Khaem, para formar un nuevo distrito: Bang Khae. Los subdistritos del nuevo Bang Khae fueron entonces Bang Khae, Bang Khae Nuea, Bang Phai y Lak Song. El 6 de marzo de 1998, los cuatro subdistritos de Bang Khae fueron reorganizados en un proceso administrativo.

## Administración territorial
El distrito está dividido en cuatro subdsitritos (Kwaeng).
| 1. | Bang Khae      | บางแค     |  |
| 2. | Bang Khae Nuea | บางแคเหนือ |  |
| 3. | Bang Phai      | บางไผ่     |  |
| 4. | Lak Song       | หลักสอง    |  |